# Кашф аш-шубухат
«Кашф аш-шубуха́т» (араб. كشف الشبهات‎ —  «Разъяснение сомнений»‎) — религиозный трактат Мухаммада ибн Абд аль-Ваххаба.
Трактат был написан в период до 1750 года. Хроникёры Ибн Ганнам и Ибн Бишр считали «Кашф аш-шубухат» одним из наиболее важных трудов Мухаммада ибн Абд аль-Ваххаба. Этот трактат является систематизированным руководством для верующего, в нём автор разъясняет своим последователям, как следует отвечать на аргументы оппонентов. Унайзский шейх Мухаммад ибн Ибрахим ас-Синани (ум. 1852/1853) писал, что противники Ибн Абд аль-Ваххаба призывали избегать чтения «Кашф», называя книгу «Джам’ аш-Шубухат» — «Сборник сомнений».
Основной мыслью, изложенной в «Кашф аш-шубухат», является то, что наибольшую опасность для монотеизма (таухид) представляет ширк, заключающийся в поклонении кому-либо, кроме Аллаха. Считается, что этому греху нет прощения.
Решением Бугурусланского городского суда (от 6 августа 2007) Оренбургской области книга входит в Федеральный список экстремистских материалов в России.

## Издания
Список изданий книги «Кашф аш-шубухат»:
1. Издательство «Ансар ас-Сунна аль-Мухаммадия» (Египет, 1946/1365 г. х.), под руководством шейха Мухамада Хамида аль-Факи, вместе с книгой Абдуль-Латифа ибн Абдуррахмана Аль аш-Шейха «Нуват аль-Иман».
2. Издана несколько раз шейхом Мухаммадом ибн Абдуль-Азизом ибн Мани в Саудовской Аравии и Египте.
3. Издательство «аль-Мунирия» (Египет, 1951/1371 г. х.), под руководством шейха Мухаммада Мунира ад-Димашки аль-Азхари.
4. Издательство «Ихъя аль-Кутуб аль-Арабия» (Каир, 1957/1377 г. х.), под руководством шейха Абдуллаха ибн Абдуррахмана аль-Бассама.
5. Книгопечатное и переплетное учреждение «ан-Нур» (Эр-Рияд, 1963/1383 г. х.), под руководством шейха Али аль-Хамда ас-Салихи, вместе с дополнением шейха Абдуррахмана аль-Мухаммада ад-Дусари.
6. Издательство «ас-Салафия» (Египет, 1970/1390 г. х.), под руководством шейха Мухибб ад-Дина аль-Хатиба.
7. Издательство «Дар аль-Хулафа лиль-Китаб аль-Ислами» (1983/1404 г. х.), под руководством шейха Бадра ибн Абдуллаха аль-Бадра, вместе с дополнениями и уточнениями Мухаммада Хамида аль-Факи.
8. Издательство Джидды (1984/1405 г. х.)
9. Издательство «Дар ат-Тахави» (Эр-Рияд, 1984), под руководством шейха Амра ибн Гарамы аль-Амрави.
10. Издательство «ан-Нахда аль-Хадиса» (Мекка, 1985/1406 г. х.).
11. Издательство «Дар аль-Ватан» (Эр-Рияд, 1992/1413 г. х.), под руководством и вместе с комментариями шейха аль-Хусейна ибн Умара Мазузи.
12. Издательство Верховного президиума «Управления научных исследований, фетв, призыва и наставления» (Эр-Рияд, 1992/1413 г. х.).
13. Издательство «Дар ас-Самайи» (1997), вместе с комментариями шейха Абдуллаха ибн А́ида аль-Кахтани.
14. Издательство «Дар аль-Хадис» (Египет, год издания неизвестен), вместе с комментариями шейха Исам ад-Дина ас-Сабабити.
15. Издательство «Дар аль-Иман» (Александрия, год издания неизвестен), вместе с комментариями и пояснениями шейха Тальата Марзука.
16. Издательство «Дар аль-Манар» (Египет, 1921), в составе сборника различных трактатов (стр. 56—73).
17. Издательство «Ансар ас-Сунна аль-Мухаммадия» (Египет, 1954), в составе Саудовского сборника научных книг под редакцией Мухаммада ибн Ибрахима Аль аш-Шейха (стр. 125—154).
18. Издательство «аль-Мактаб аль-Ислами» (1961/1381 г. х.), в составе сборника книг о таухиде, третья книга (стр. 99).
19. Издательство «ан-Нахда аль-Хадиса» (Мекка, 1971/1391 г. х.), в составе Саудовского сборника научных книг богословов-салафов под редакцией шейха Абдуллаха ибн Мухаммада ибн Хумайида (стр. 193—221).
20. Издана в сборнике салафитских трактатов, подготовленном шейхом Али ибн Абдуллахом ас-Сакаби (стр. 1—131). Дата первого издания: 1981 год (1402 г. х.).
21. Издательство «аль-Мадани» (Египет), издана в составе «Сборника полезных и важных трактатов об основах религии и её ветвях» (118—145 страницы).
22. Издана Исламским университетом имама Мухаммада ибн Сауда в составе сборника «Сочинения шейха, имама Мухаммада ибн Абдуль-Ваххаба» (дата издания неизвестна).
23. «Мекканское книгопечатное и публикационное учреждение» (дата издания неизвестна, стр. 225—243).